# Энгель-Юрт
Энгель-Юрт (чечен. Энгал-Йурт, Энгал-Эвла) — село в Гудермесском районе Чеченской Республики. Административный центр Энгель-Юртовского сельского поселения.

## География
Село расположено на левом берегу реки Аксай, в 24 км к востоку от районного центра — Гудермес и в 60 км к северо-востоку от города Грозный, недалеко от границы республики с Дагестаном.
Ближайшие населённые пункты: на северо-западе — сёла Хангиш-Юрт и Азамат-Юрт, на севере — село Советское, на северо-востоке — село Аксай, на востоке — село Борагангечув, на юго-востоке — село Нижний Герзель и на юго-западе — сёла Кади-Юрт и Бильтой-Юрт.

## История

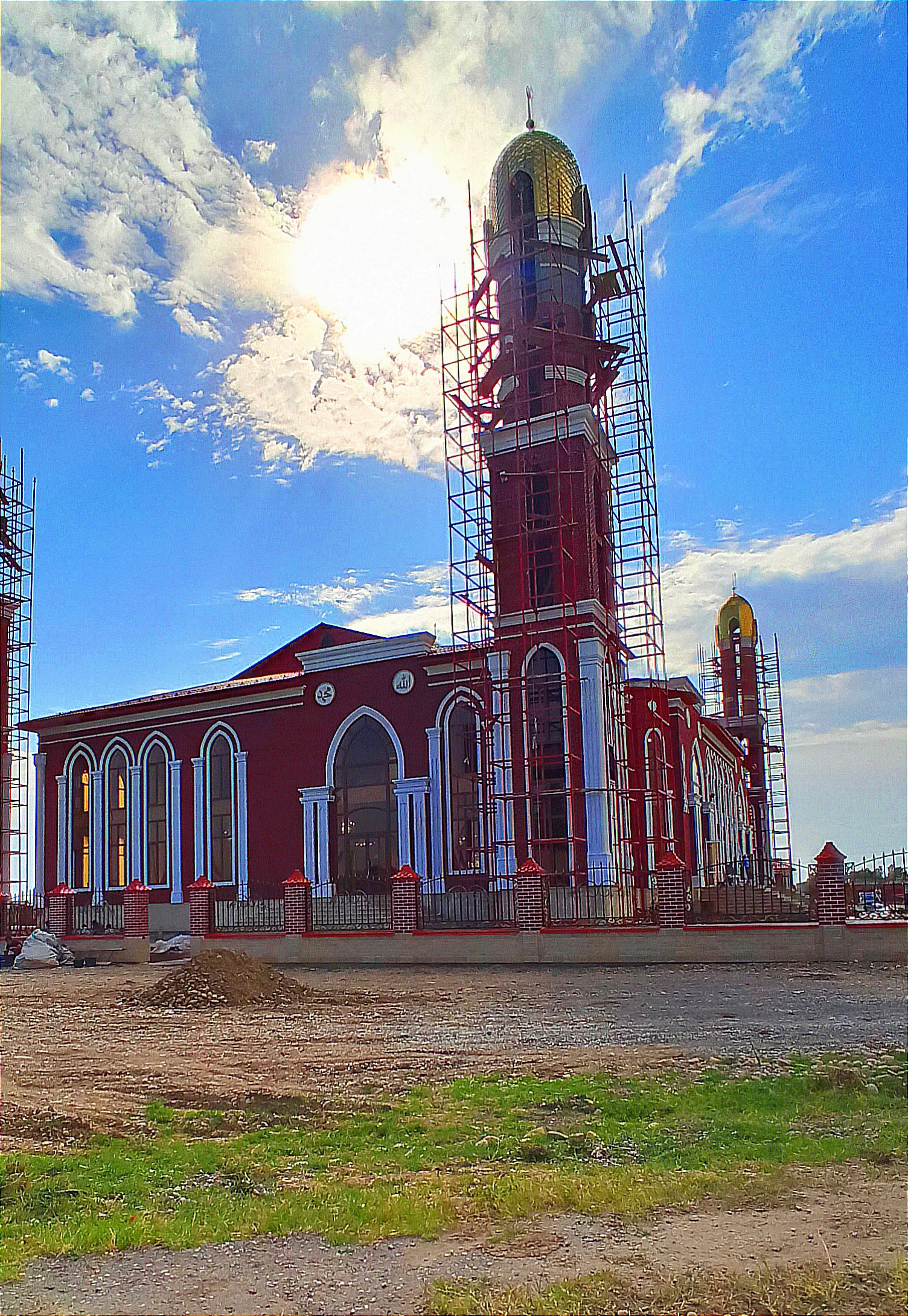
Новая мечеть в селении Энгель-Юрт

Селение было основано в 1770 году. Расположено в предгорье Кавказа на востоке Чеченской Республики. Её окружают с востока земли Республики Дагестан, с юга и юго-запада — земли сёл Герзель и Кошкельды, с запада — земли села Кади-Юрт и с севера — села Азамат-Юрт.
Первое письменное упоминание села обнаружено в деловой бумаге, принадлежавшей зажиточному жителю кумыкского села Таш-Гечу (ныне Аксай), датированной 10 июля 1758 года. Эта дата считается датой основания села Энгель-Юрт, а 10 июля — его официaльным днём.
Население села — зандакой в селе составляют 70 %, 12 % — энгенойцы, 9 % — бильтойцы, а курчалойцы, чартойцы, центоройцы, гуной и другие также составляют 9 %.

## Население
| 1990  | 2002  | 2010  | 2012  | 2013  | 2014  | 2015  |
| ----- | ----- | ----- | ----- | ----- | ----- | ----- |
| 4011  | ↗5496 | ↘4458 | ↗4677 | ↗4824 | ↗4990 | ↗5113 |
| 2016  | 2017  | 2018  | 2019  | 2020  | 2021  | 2023  |
| ↗5296 | ↗5440 | ↗5567 | ↗5701 | ↗5856 | ↗7219 | ↗7367 |
| 2024  |       |       |       |       |       |       |
| ↗7435 |       |       |       |       |       |       |

## Тайпы
Тайповый состав села:
- Чермой ,
- Айткхаллой,
- Энгеной,
- Шуаной
- Курчалой
- Билтой,
- Зандакой
- Цечой(туккхум Аьккхий)
- Ц1онтрой

## Образование
- Энгель-Юртовская муниципальная средняя общеобразовательная школа № 1[21].
- Энгель-Юртовская муниципальная средняя общеобразовательная школа № 2[22].

## Улицы
Улицы села:
| - А-Х. Кадырова, - А. Айдамирова, - А. Чеченского, - А. Шерипова, - Авторханова, - Аграрная - Азаматюртовская - Айвовая, - Аксайский, - Аргунская - Ауховская - Ахмадова - Безымянная, - Боти-ам, - Вайнахская, - Висаитова, | - Восточная - Гадаева, - Гайрбекова, - Гаражная, - Герзельская, - Грозненская, - Гудермесская, - Д. Ямадаева, - Дагестанская, - Дадуевых - Дальняя, - Дачиева, - Димаева, - Заправочный, - Захарова, - Зелёная, | - Зелимхана, - Знойная, - Ибрагима, - Ингушская, - Кавказская, - Кадырова, - Коллекторная, - Ленина, - Лесная, - Лесной, - М. Эсамбаева, - Мамакаева, - Мансура, - Милосердия, - Мира, - Молодёжная, | - Московская - Насухановой, - Новосельская, - Нурадилова, - Пролетарская, - Р. Кадырова, - Р. Ямадаева, - Рашидова, - Садовая, - Сайханова, - Свободы, - Северная, - Согласия, - Степная, - Строителей, - Т. Эльдарханова, | - Терская, - Тихий, - Тракторная - У. Ахтаева, - У. Осмаева, - Хамидова, - Центральная, - Чермоева, - Чеченского, - Школьная, - Энтузиастов, - Южная, - Яшартане. |

## Галерея

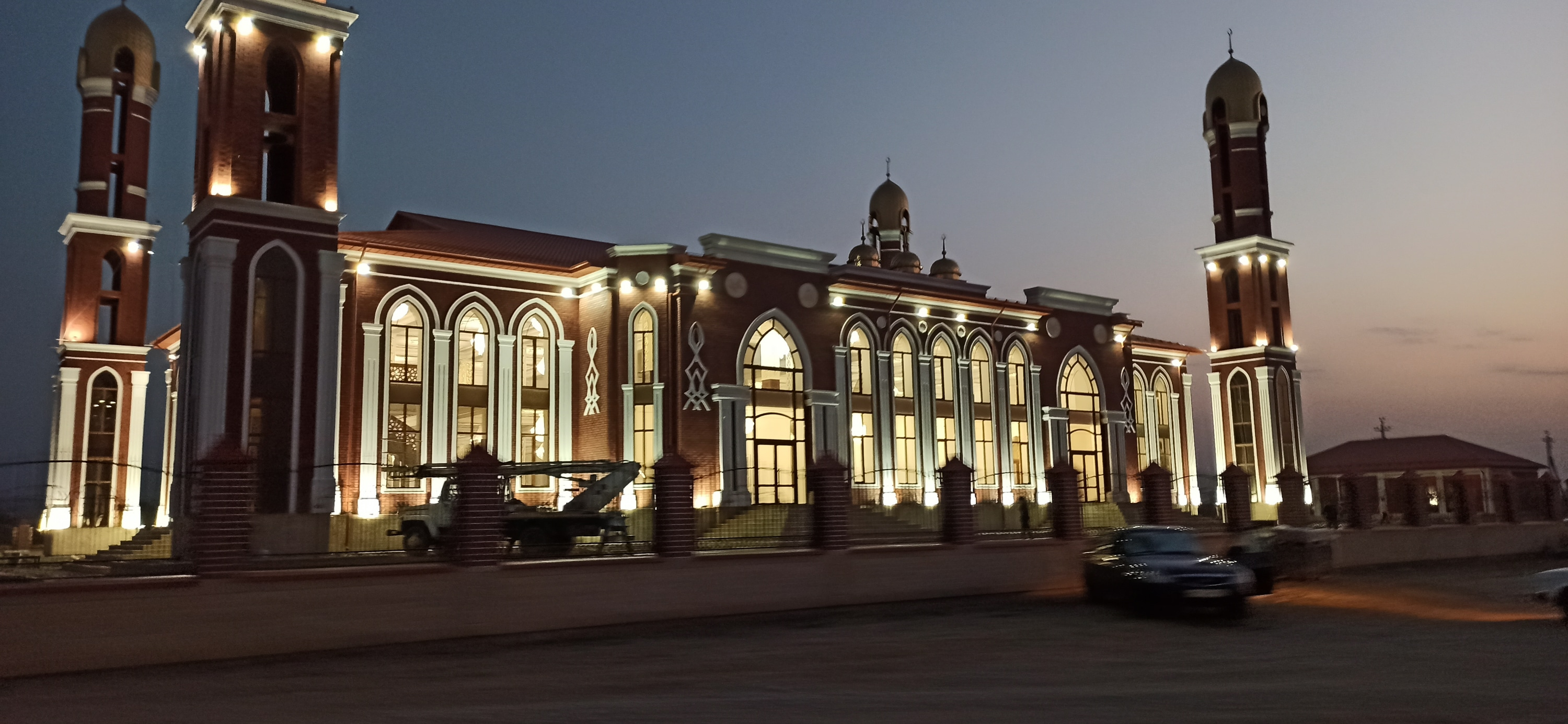
Старое кладбище в Энгель-ЮртеВид мечети ночью